# 자바이칼조코
자바이칼조코(Myospalax psilurus)는 소경쥐과에 속하는 설치류의 일종이다. 중국과 몽골 그리고 러시아에서 발견된다.